# Srí Lanka a 2012. évi nyári olimpiai játékokon
Srí Lanka a nagy-britanniai Londonban megrendezett 2012. évi nyári olimpiai játékok egyik részt vevő nemzete volt. Az országot az olimpián 4 sportágban 7 sportoló képviselte, akik érmet nem szereztek.

## Atlétika
Férfi
| Versenyző       | Versenyszám | Eredmény | Helyezés |
| --------------- | ----------- | -------- | -------- |
| Anuradha Cooray | Maraton     | 2:20:41  | 55.      |

Női
| Versenyző                | Versenyszám | Előfutam | Előfutam | Előfutam | Elődöntő | Elődöntő | Elődöntő | Döntő   | Döntő    |
| Versenyző                | Versenyszám | Idő      | Hely.    | Össz.    | Idő      | Hely.    | Össz.    | Idő     | Helyezés |
| ------------------------ | ----------- | -------- | -------- | -------- | -------- | -------- | -------- | ------- | -------- |
| Christine Sonali Merrill | 400 m gát   | 57,15    | 9.       | 30.      | kiesett  | kiesett  | kiesett  | kiesett | kiesett  |

## Sportlövészet
Férfi
| Versenyző          | Versenyszám       | Selejtező | Selejtező | Döntő   | Döntő    |
| Versenyző          | Versenyszám       | Pont      | Helyezés  | Pont    | Helyezés |
| ------------------ | ----------------- | --------- | --------- | ------- | -------- |
| Mangala Samarakoon | Légpuska          | 583       | 45.       | kiesett | kiesett  |
| Mangala Samarakoon | Sportpuska, fekvő | 585       | 47.       | kiesett | kiesett  |

## Tollaslabda
| Versenyző             | Versenyszám | Csoportkör                                                                           | Csoportkör | Nyolcaddöntő                                | Negyeddöntő       | Elődöntő          | Bronz- mérkőzés   | Döntő             | Helyezés |
| Versenyző             | Versenyszám | Ellenfél Eredmény                                                                    | Hely.      | Ellenfél Eredmény                           | Ellenfél Eredmény | Ellenfél Eredmény | Ellenfél Eredmény | Ellenfél Eredmény | Helyezés |
| --------------------- | ----------- | ------------------------------------------------------------------------------------ | ---------- | ------------------------------------------- | ----------------- | ----------------- | ----------------- | ----------------- | -------- |
| Niluka Karunaratne    | Férfi egyes | C csoport · Tago Kenicsi (JPN) · 21-18, 21-16                                        | 1.         | Kasjap Párupalli (IND) · 14-21, 21-15, 9-21 | kiesett           | kiesett           | kiesett           | kiesett           | 9.       |
| Thilini Dzsajaszinghe | Női egyes   | M csoport · Ratchanok Inthanon (THA) · 13-21, 5-21 · Telma Santos (POR) · 9-21 11-21 | 3.         | kiesett                                     | kiesett           | kiesett           | kiesett           | kiesett           | 33.      |

## Úszás
Férfi
| Versenyző        | Versenyszám | Előfutam | Előfutam | Előfutam | Elődöntő | Elődöntő | Elődöntő | Döntő   | Döntő    |
| Versenyző        | Versenyszám | Idő      | Hely.    | Össz.    | Idő      | Hely.    | Össz.    | Idő     | Helyezés |
| ---------------- | ----------- | -------- | -------- | -------- | -------- | -------- | -------- | ------- | -------- |
| Heshan Unamboowe | 100 m hát   | 57,94    | 2.       | 42.      | kiesett  | kiesett  | kiesett  | kiesett | kiesett  |

Női
| Versenyző          | Versenyszám | Előfutam | Előfutam | Előfutam | Elődöntő | Elődöntő | Elődöntő | Döntő   | Döntő    |
| Versenyző          | Versenyszám | Idő      | Hely.    | Össz.    | Idő      | Hely.    | Össz.    | Idő     | Helyezés |
| ------------------ | ----------- | -------- | -------- | -------- | -------- | -------- | -------- | ------- | -------- |
| Reshika Udugampola | 100 m gyors | 1:04,93  | 6.       | 44.      | kiesett  | kiesett  | kiesett  | kiesett | kiesett  |